# Geryon longipes
Geryon longipes är en kräftdjursart som beskrevs av Alphonse Milne-Edwards 1882. Geryon longipes ingår i släktet Geryon och familjen Geryonidae. Inga underarter finns listade i Catalogue of Life.